# El caso de la mujer asesinadita
El caso de la mujer asesinadita s una obra de teatre en tres actes escrita per Miguel Mihura i Álvaro de Laiglesia i estrenada al Teatro María Guerrero de Madrid el 20 de febrer de 1946.

## Argument

### Primer acte
Mercedes és una dona adinerada que comparteix la seva avorrida vida amb el seu marit Lorenzo i els criats Teresa, Rosaura i Renato, en un xalet als afores. Una nit, Mercedes té un estrany somni en el qual un matrimoni acompanyat d'un indi sioux irromp a la seva casa afirmant que és el seu propi domicili, negant-se sortir i amenaçant que telefonarien a la policia si Mercedes no surt de la seva casa. En el diàleg que s'estableix el matrimoni reconeix haver assassinat a l'anterior esposa d'ell. En despertar, Mercedes s'adona que l'home casat del somni és el seu propi marit.

### Segon acte
Pocs dies després, Lorenzo contracta una secretària, la senyoreta Raquel per a ajudar-lo en un treball puntual. Mercedes descobreix aterrida que Raquel és la dona del somni. Poc després apareix Norton, el client del seu marit, que resulta ser el sioux del somni. Mercedes acaba per confessar a Norton el seu malson i aquest, al seu torn, reconeix que en aquella mateixa data ell va somiar amb Mercedes.

### Tercer acte
Transcorreguts alguns mesos, la relació d'amistat entre Norton i Mercedes s'estreny, mentre que Lorenzo i Raquel acaben consumant la seva passió. Però Norton ha de tornar al seu Estats Units natal. Mercedes prepara una festa de comiat en dia de Nochebuena, a la qual, a més de Lorenzo, assisteixen Norton i Raquel. Es produeix una forta nevada. Com havia previst, Mercedes és enverinada pel seu marit i l'amant, mentre que Norton mor aquesta mateixa nit en un accident de cotxe de retorn a l'hotel. Només llavors les seves ànimes poden trobar-se.

## Algunes representacions destacades

### Teatre
- 1946: 
  - Direcció: Luis Escobar.
  - Repartiment: Elvira Noriega (Mercedes), Rafael Bardem, Guillermo Marín, Cándida Losada.

- 1953:
  - Teatre: Teatro Español de Madrid.
  - Direcció: Jacinto Higueras Cátedra[5]
  - Repartiment: Carmen Mendoza (Mercedes), Jesús Puente (Norton), Leopoldo Rodao (Lorenzo), Mari Paz Carrero (Raquel), Aurora Hermida (Teresa), Lucía de Castro (Rosaura), Rafael Pulido Reina (Renato).

- 1964:
  - Repartiment: Josefina Güell (Mercedes), Ángel Picazo.[6]

- 1984: 
  - Teatre: Alcázar de Madrid
  - Direcció: Gustavo Pérez Puig.
  - Repartiment: Amparo Rivelles (Mercedes), Javier Escrivá (Norton), Ismael Merlo (Lorenzo), Marta Puig (Raquel), Encarnita Abad (Teresa), Margarita Calahorra (Rosaura), Paco Cambres (Renato).

- 2008: 
  - Teatre: Fernán Gómez de Madrid
  - Direcció: Amelia Ochandiano.[7]
  - Repartiment: Isabel Ordaz (Mercedes), Ismael Martínez (Norton), Francesc Albiol (Lorenzo), Lola Baldrich (Raquel), Sandra Ferrús (Teresa), Mamen Godoy (Rosaura), Santiago Nogués (Renato).

### Cinema
- El caso de la mujer asesinadita (1955), pel·lícula de Mèxic de Tito Davison.[8]
  - Repartiment: Amparo Arozamena, Armando Arriola, Prudencia Grifell, Gloria Marín, Jorge Mistral, Martha Roth, Abel Salazar, Carlota Solares, Jesús Valero.
- El extraño caso de la mujer asesinada (1949), pel·lícula de l'Argentina dirigida per Boris H. Hardy.[9]
  - Repartiment: María Duval, George Rigaud, Francisco Martínez Allende i Malisa Zini.

### Televisió
- Primera fila (22 de setembre de 1965): María Luisa Merlo (Mercedes), Fernando Delgado (Norton), Valeriano Andrés (Lorenzo), Guadalupe Muñoz Sampedro, Mary González, María José Valero, María Banquer, Valentín Tornos (Renato).[10]

- Estudio 1 (17 de gener de 1979): Mercedes Alonso (Mercedes), Ramiro Oliveros (Norton), Pablo Sanz (Lorenzo), Blanca Estrada (Raquel), Carmen Martínez Sierra, Julia Caba Alba, Modesto Blanch, Raquel Rojo, Olga Peiró.[11]